# Raymond E. Feist
Raymond Elias Feist (Los Angeles, 21 dicembre 1945) è uno scrittore statunitense di romanzi fantasy.

## Biografia
Nato a Los Angeles (California) nel 1945 col nome di Raymond E. Gonzales III, cresce nella California meridionale e assume il cognome del patrigno Felix E. Feist quando sua madre si risposa. Consegue con lode una laurea in scienze delle comunicazioni presso l'Università della California - San Diego nel 1977 e in quello stesso anno comincia a scrivere il suo primo romanzo, Il Signore della Magia, primo capitolo della saga di Riftwar, pubblicato negli Stati Uniti nel 1982.
Vive a San Diego con i figli, dove colleziona vini di pregio, DVD e libri che trattano dei suoi vari interessi: vini, biografie, storia e specialmente storia del football americano professionale.

## Carriera letteraria
La maggior parte delle opere di Feist si svolge nell'universo immaginario della Riftwar (traducibile in "Guerra della Frattura"), imperniato sui due pianeti di Midkemia e Kelewan. Tale ambientazione venne creata nel 1975 da un compagno di università dello scrittore, Conan La Motte, per collocarvi una partita al gioco di ruolo Dungeons & Dragons, ma col tempo altri due membri del gruppo di gioco, Stephen Abrams e Jon Everson, rielaborarono ed espansero questo materiale fino a progettare un regolamento di gioco autonomo e nel 1979 fondarono l'etichetta Midkemia Press per pubblicarlo col titolo di First Midkemian Campaign, subito espandendolo con un supplemento intitolato Cities. Feist iniziò presto a scrivere storie ambientate a Midkemia e tra il 1977 e il 1979 compose il romanzo Il Signore della Magia (The Magician), che fu pubblicato da Doubleday nel 1982 e diede inizio a una saga trentennale. Va rimarcato che la prima versione a uso ludico dell'ambientazione conteneva riferimenti espliciti al mondo immaginario di Tékumel, creato dal linguista M. A. R. Barker come ambientazione del gioco di ruolo Empire of the Petal Throne, pertanto Feist preservò inavvertitamente alcuni elementi della creazione di Barker nella propria versione letteraria di Midkemia (come per esempio l'Impero Tsurani e il pantheon di venti divinità maggiori e venti minori).
È degno di nota che negli anni Novanta Feist autorizzò la software house Dynamix a sviluppare una trilogia di videogiochi di ruolo ambientati a Midkemia e pubblicati dall'editore Sierra: Betrayal at Krondor (1993), Betrayal in Antara (1997) e Return to Krondor (1998). Il primo e il terzo episodio (ma non il secondo) ricevettero apporti diretti dello stesso autore, pertanto egli decise di comporne una trasposizione letteraria integrata nella saga principale, con i titoli di Krondor: The Betrayal (1998) e Krondor: Tear of the Gods (2000).
Al 2018, sono state vendute in tutto il mondo 15 milioni di copie degli scritti di Feist.

## Opere
Si indica per ogni testo la prima edizione nell'originale inglese e l'eventuale prima traduzione in italiano.

### Universo della Riftwar
La serie consiste di dieci sequenze che si svolgono in vari tempi e luoghi dell'ambientazione, per un totale di trenta romanzi; tranne quando indicato diversamente, l'ordine di composizione delle opere corrisponde a quello cronologico interno.

#### Saga della Riftwar
1. Il Signore della Magia (Magician), Doubleday, 1982[3]. Trad. Annarita Guarnieri, Narrativa Nord 24, Editrice Nord, 1992.
2. L'Incantesimo di Silverthorn (Silverthorn), Doubleday, 1985. Trad. Annarita Guarnieri, Narrativa Nord 35, Editrice Nord, 1993.
3. Scontro a Sethanon (A Darkness at Sethanon), Doubleday, 1986. Trad. Annarita Guarnieri, Narrativa Nord 44, Editrice Nord, 1994.

La trilogia è stata riunita per la prima volta nel volume omnibus Riftwar Trilogy, HarperCollins, 2012.

#### Kelewan Empire
Trilogia composta in collaborazione con Janny Wurts, si svolge in parallelo alla saga originale.
1. Daughter of the Empire, 1987
2. Servant of the Empire, 1990
3. Mistress of the Empire, 1992

#### Krondor's Sons
1. Prince of the Blood, 1989
2. The King's Buccaneer, 1992

#### The Serpentwar Saga
1. Shadow of a Dark Queen, 1994
2. Rise of a Merchant Prince, 1995
3. Rage of a Demon King, 1997
4. Shards of a Broken Crown, 1998

#### The Riftwar Legacy
Una serie midquel collocata cronologicamente fra la Saga di Riftwar (e conseguentemente la trilogia del Kelewan Empire) e il dittico dei Krondor's Sons.
1. Krondor: The Betrayal, 1998
2. Krondor: The Assassins, 1999
3. Krondor: Tear of the Gods, 2000
4. Jimmy and the Crawler, 2013

#### Legends of the Riftwar
1. con William R. Forstchen, Honoured Enemy, 2001
2. con Joel Rosenberg, Murder in LaMut, 2002
3. con S. M. Stirling, Jimmy the Hand, 2003

#### Il Conclave delle ombre
1. L'artiglio del falco d'argento (Talon of the Silver Hawk), HarperCollins, 2002. Trad. Annarita Guarnieri, Narrativa Nord 169, Editrice Nord, 2003.
2. Il re delle volpi (King of Foxes), HarperCollins, 2003. Trad. Gianluigi Zuddas, Narrativa Nord 201, Editrice Nord, 2004.
3. L'esilio del tiranno (Exile's Return), HarperCollins, 2004. Trad. Gianluigi Zuddas, Narrativa Nord 256, Editrice Nord, 2006.

La trilogia è stata riunita per la prima volta nel volume omnibus The Complete Conclave of Shadows Trilogy, HarperCollins, 2013.

#### The Darkwar Saga
1. Flight of the Nighthawks, 2005
2. Into a Dark Realm, 2006
3. Wrath of a Mad God, 2008

#### The Demonwar Saga
1. Rides a Dread Legion, 2009
2. At the Gates of Darkness, 2010

#### The Chaoswar Saga
1. A Kingdom Besieged, 2011
2. A Crown Imperiled, 2012
3. Magician's End, 2013

#### Racconti singoli
- "Profit and the Grey Assassin", in Fantasy Book maggio 1982.
- "Il ragazzo della legna. Un racconto dalla Riftwar" ("The Wood Boy"), nell'antologia Legends (Legends: Short Novels by the Masters of Modern Fantasy), a cura di Robert Silverberg, Tor Books, 1998. Trad. Marina Deppisch in Legends. Secondo Volume, I Libri della Mezzanotte 9, Sperling & Kupfer, 2002.
- "The Messenger", nell'antologia Legends II, a cura di Robert Silverberg, Tor Books, 2003.

### Saga di Firemane
1. Il re delle ceneri (King of Ashes), HarperCollins, 2018. Trad. Giorgia De Santis, Collezione Immaginario Fantasy, Fanucci Editore, 2019.
2. La regina delle tempeste (Queen of Storms), HarperCollins, 2020[4]. Trad. Giorgia De Santis, Collezione Immaginario Fantasy, Fanucci Editore, 2023.
3. Master of Furies, HarperCollins, 2022[5].